# Dolní Stakory
Dolní Stakory (en allemand : Unter Stakor) est une commune du district de Mladá Boleslav, dans la région de Bohême-Centrale, en République tchèque. Sa population s'élevait à 310 habitants en 2020.

## Géographie
Dolní Stakory se trouve à 6 km au nord-est de Mladá Boleslav et à 55 km au nord-est de Prague.
La commune est limitée par Bakov nad Jizerou et Kněžmost au nord, par Husí Lhota et Židněves à l'est, par Plazy au sud, et par Kosmonosy à l'ouest.

## Histoire
La première mention écrite de la localité date de 1325.

## Transports
Par la route, Dolní Stakory se trouve à 9 km de Mladá Boleslav et à 65 km du centre de Prague.